# Die Findelmutter
Die Findelmutter (OT: Bachelor Mother) ist eine US-amerikanische Filmkomödie mit Ginger Rogers aus dem Jahr 1939. Der Film ist eine Neuverfilmung der deutschen Produktion Kleine Mutti von 1935.

## Handlung
Die lebenslustige Polly Parrish ist in der Vorweihnachtszeit als Aushilfsverkäuferin im Merlin’s Department Store in New York angestellt, hat allerdings keine Chance auf längerfristige Beschäftigung bei dem Kaufhaus. Auf dem Weg von der Arbeit sieht sie, wie eine Frau einen Säugling vor einem Waisenhaus aussetzt. Als sie sich kurz um das Baby kümmern will, bekommen die Mitarbeiter des Waisenshauses den falschen Eindruck, dass Polly die Mutter des Babys ist. Polly protestiert gegen diesen Eindruck, doch niemand schenkt ihr Glauben.
David Merlin, der playboyhafte Sohn des Firmeninhabers, wird vom Waisenhaus über die angebliche Mutterschaft seiner Angestellten informiert. Er verschafft Polly eine Festanstellung mit höherem Gehalt, falls sie das Kind annehme, und verbunden mit einigen Drohungen stimmt sie das um. So wächst Polly notgedrungen in die Mutterrolle hinein und entwickelt echte Gefühle für den Johnnie genannten Säugling, während David sie mehrmals besucht. Nach und nach verliebt er sich in Polly und führt sie an Silvester aus, allerdings findet er die Idee komisch, bereits in eine „fertige Familie“ zu kommen.
Die Dinge verkomplizieren sich, als J. B. Merlin, der Vater von David, annehmen muss, dass sein Sohn der leibliche Vater des Kindes ist. Er ist nicht unerfreut, da er schon länger einen Enkel wollte, verlangt aber eine baldige Hochzeit von seinem Sohn. David versucht seine Vaterrolle abzustreiten, allerdings ebenso erfolglos wie zuvor Polly ihre Mutterrolle. Der Verdacht von J.B. wird bestärkt, als Polly und David ihm gleichzeitig jeweils unterschiedliche Männer vorstellen, die der Vater des Kindes sein sollen. Schließlich bemerken Polly und David ihre Liebe zueinander, sie entscheiden sich für eine Heirat und das gemeinsame Aufziehen des Kindes, womit sie nun auch ihrem Umfeld nichts mehr erklären müssen.

## Hintergrund
Nach insgesamt zehn gemeinsamen Filmen an der Seite von Fred Astaire strebte Ginger Rogers eine Solokarriere an. Trotz einiger Erfolge, vorzugsweise in leichten Komödien, war die Zugkraft von Rogers an der Kinokasse noch nicht so stark, dass das Studio ihren Forderungen nach dramatischen Rollen entsprechen wollte. Es war Produzent Pandro S. Berman, der Mitte 1939 die Idee hatte, den deutschen Film Kleine Mutti aus dem Jahr 1935 mit Ginger Rogers neu zu verfilmen. Die Schauspielerin war zunächst nicht sonderlich angetan. Zum einen wollte sie sich endlich einen Namen mit hochdramatischen Rollen machen. Darüber hinaus fand Rogers die Grundprämisse um eine ledige Frau, die für die Mutter eines Kindes gehalten wird, moralisch bedenklich. Erst nach hartnäckiger Überzeugungsarbeit übernahm Rogers die Rolle. Das Studio versuchte zunächst Cary Grant oder Douglas Fairbanks Jr. für die männliche Hauptrolle zu gewinnen, ehe David Niven den Zuschlag erhielt. Der Film erwies sich an der Kinokasse als sehr populär und wurde mit einem Profit von gut 950.000 US-Dollar die mit Abstand erfolgreichste Produktion des Jahres für RKO.
Das Studio verfilmte die Geschichte 1956 unter dem Titel Na, na, Fräulein Mutti! mit Debbie Reynolds und Eddie Fisher. Gleichzeitig wurden etliche Radiohörspiele produziert, die die Idee aufgriffen.

## Auszeichnungen
Bei der Oscarverleihung 1940 erhielt der Film eine Nominierung in der Kategorie:
- Bestes Originaldrehbuch – Felix Jackson

## Kritiken
Das Lexikon des Internationalen Films schrieb, Die Findelmutter sei eine „gutmütig-heitere Routinekomödie“.
Der US-Filmkritiker Emanuel Levy befand, dass Ginger Rogers in der Komödie ihr Talent als Komödiantin wie auch als dramatische Schauspielerin unter Beweis stelle. Das Zusammenspiel zwischen ihr und Niven funktioniere gut, sodass die Komödie „in jeglicher Hinsicht“ der Neuverfilmung aus den 1950ern überlegen sei.